# Port lotniczy Szejk Zaid
Port lotniczy Szejk Zaid (IATA: RYK, ICAO: OPRK) – międzynarodowy port lotniczy położony w mieście Rahimjar Khan, w prowincji Pendżab, w Pakistanie.